# Pozuelo de Tábara (kommunhuvudort)
Pozuelo de Tábara är en kommunhuvudort i Spanien.   Den ligger i provinsen Provincia de Zamora och regionen Kastilien och Leon, i den nordvästra delen av landet, 240 km nordväst om huvudstaden Madrid. Pozuelo de Tábara ligger 702 meter över havet och antalet invånare är 211.
Terrängen runt Pozuelo de Tábara är huvudsakligen platt, men norrut är den kuperad. Runt Pozuelo de Tábara är det mycket glesbefolkat, med 6 invånare per kvadratkilometer. Närmaste större samhälle är Tábara, 7,2 km nordväst om Pozuelo de Tábara. Trakten runt Pozuelo de Tábara består till största delen av jordbruksmark.